# Bulbophyllum gracilicaule
Bulbophyllum gracilicaule là một loài phong lan thuộc chi Bulbophyllum.